# Cristian Urbistondo
Cristian Urbistondo López (Barcelona, España, 14 de agosto de 1979), más conocido como Txiki, es un exfutbolista y entrenador de fútbol español. Actualmente es segundo entrenador del Fútbol Club Cartagena "B" de la Tercera RFEF.

## Trayectoria

### Como jugador
Ha jugado con la camiseta del FC Cartagena desde el año 2008 un total de 119 partidos, 83 de ellos en Segunda División, marcando 2 goles. Fue parte del equipo que logró el ascenso a Segunda División en la temporada 2008/2009, disputando un total de 32 partidos.
La primera campaña de Txiki en Segunda División con el FC Cartagena fue la 2009-2010, donde participa en 34 jornadas en ascenso a Primera División, perdiendo sus opciones en el penúltimo partido frente al Recreativo de Huelva. El 30 de junio de 2010 renueva por dos temporadas con el FC Cartagena , prolongando su vinculación hasta junio de 2012.
La temporada siguiente, la 2010-2011 comienza como titular, aunque su equipo termina perdiendo todas sus opciones de play off de ascenso.
La siguiente temporada, la 2011/2012, Txiki parte como suplente aunque disputa un total de 26 partidos, aunque su equipo desciende.
Txiki deja el Cartagena en el verano de 2012 tras haber permanecido cuatro campañas en el club departamental, en las que obtiene un bagaje de un ascenso a Segunda División y compite durante tres temporadas en dicha categoría, estando a punto de ascender a Primera.
El último día del mercado de fichajes de 2012, se hace oficial su fichaje por el Girona FC, club de la Segunda División. Al comienzo de la pretemporada 2013/14, firma con La Unión Club de Fútbol de la Tercera División de España.
En su etapa en Cataluña sólo jugó 8 encuentros en el Girona FC, en Segunda, y  después retornó al sureste español al tener familia cartagenera, de donde es su mujer. Jugó en La Unión en Tercera, y en la temporada 2014/15 en el Pinatar CF de José Carlos Trasante de entrenador.
Y en la temporada 2015/16 vuelve al Fútbol Club Cartagena en un interesante proyecto de Víctor Fernández exjugador del Cartagena que coincidió con Txiki cómo futbolista. 
Más tarde, jugaría seis temporadas en equipos del grupo XIII de la Tercera División como La Unión, Pinatar, Mar Menor y Lorca Deportiva.
El 16 de enero de 2019, Txiki deja el Lorca Deportiva y refuerza la plantilla del colista del grupo III, entrenado por su excompañero Dani Aso, regresando diez temporadas después a Segunda B.
En la temporada 2019-20, firma por la Unión Deportiva Los Garres de la Tercera División de España, con el que acabaría en cuarta posición del campeonato, tras la suspensión de la liga por la pandemia.
En la temporada 2020-21, firma por el Archena Sport FC de la Territorial Preferente de la Región de Murcia. Tras conseguir el ascenso a la Tercera División de España, en la temporada 2021-22, forma parte de la plantilla del conjunto archenero en Tercera División.
En la temporada 2022-23, juega en el Unión Molinense CF de la Tercera División de España.
En la temporada 2023-24, ejercería como entrenador asistente en la y jugaría en la EF Raal de la Preferente Autonómica de la Región de Murcia.
El 27 de julio de 2024, firma por el Club Deportivo Algar de la Preferente Autonómica de la Región de Murcia.

### Como entrenador
El 18 de noviembre de 2024, firma como segundo entrenador del Fútbol Club Cartagena "B" de la Tercera RFEF.

## Clubes

### Como jugador
| Club                       | País   | Año       |
| -------------------------- | ------ | --------- |
| C. E. Europa               | España | 1998-2000 |
| C. E. Sabadell F. C.       | España | 2000-2003 |
| Girona F. C.               | España | 2003-2004 |
| C. E. Sabadell F. C.       | España | 2004-2006 |
| C. D. Villanueva           | España | 2006-2007 |
| A. D. Ceuta                | España | 2007-2008 |
| F. C. Cartagena            | España | 2008-2012 |
| Girona F. C.               | España | 2012-2013 |
| La Unión C. F.             | España | 2013-2014 |
| Pinatar C. F.              | España | 2014-2015 |
| La Unión C. F.             | España | 2015-2016 |
| Mar Menor C. F.            | España | 2016-2017 |
| C. F. Lorca Deportiva      | España | 2017-2018 |
| C. D. Teruel               | España | 2019      |
| Unión Deportiva Los Garres | España | 2019-2020 |
| Archena Sport FC           | España | 2020-2022 |
| Unión Molinense CF         | España | 2022-2023 |
| EF Raal                    | España | 2023-2024 |
| Club Deportivo Algar       | España | 2024      |

### Como entrenador
| Club                                       | País   | Año           |
| ------------------------------------------ | ------ | ------------- |
| Fútbol Club Cartagena "B" (2.º entrenador) | España | 2024-presente |